# Nicolás López
Nicolás Javier López Fernández (Santiago, 16 de març de 1983) és un escriptor, director de cinema, guionista, productor i actor chileno. És conegut especialment pels seus llargmetratges Promedio rojo, Sin filtro i No estoy loca, i la trilogia composta per Qué pena tu vida, Qué pena tu boda y Qué pena tu familia.
En 2019 es va iniciar una recerca judicial en contra seva per assetjament, i en 2022 va ser declarat culpable de dos delictes d'abús sexual. Inicialment va ser condemnat a cinc anys i un dia de presó, però posteriorment, després que la Cort Suprema de Xile acollís parcialment un recurs de nul·litat presentat pel seu defensa, haurà de complir dues penes de 3 anys i un dia en llibertat vigilada.

## Biografia

### Inicis (1993-2000)
Després de llegir el llibre Rebel Without a Crew de Robert Rodríguez, i veure la pel·lícula Clerks de Kevin Smith, López va començar a usar la càmera de vídeo dels seus pares per a filmar els seus primers curtmetratges. Cinc anys després va dirigir Pajero, primera pel·lícula amb què participaria en festivals de cinema local. Pajero tracta d'un noi al qui tots interrompen mentre es masturba.
En 1998, va fundar al costat de Fernando López Manley —el seu pare—, Carlos Garriga Aliaga, Andrés Vargas Henny i Juan Andrés Salfate, Sobras.com —que després va derivar en la productora Sobras— i va realitzar l'únic festival independent de cinema de Santiago de Xile: Sobras Film Festival. Mitjançant aquesta productora, López ha creat el material audiovisual per a promoció de pel·lícules xilenes com Ángel negro, Fragmentos urbanos, Taxi para tres, Paraíso B i Cesante.
Amb Superhéroes (1999), López a aprendre a utilitzar el vídeo digital per a filmar la història d'un inadaptat que intenta convèncer al món de ser Superman; aquell, el seu segon film, va ser exhibit al Festival Internacional de Cinema de Valdivia. En 2000 dirigeix Florofilia, la història d'un jove que, després de trencar amb la seva núvia, s'enamora d'una planta.
López va ser columnista al suplement Zona de Contacto de diari El Mercurio als 12 anys (1996); a les seves «Memorias de un pingüino», que va ser un èxit i es va prolongar durant prop de tres anys (1997-1999), relatava en primera persona les peripècies de la vida escolar. També va escriure la columna López (1999-2000).

### Promedio rojoi internacionalització (2000-2010)

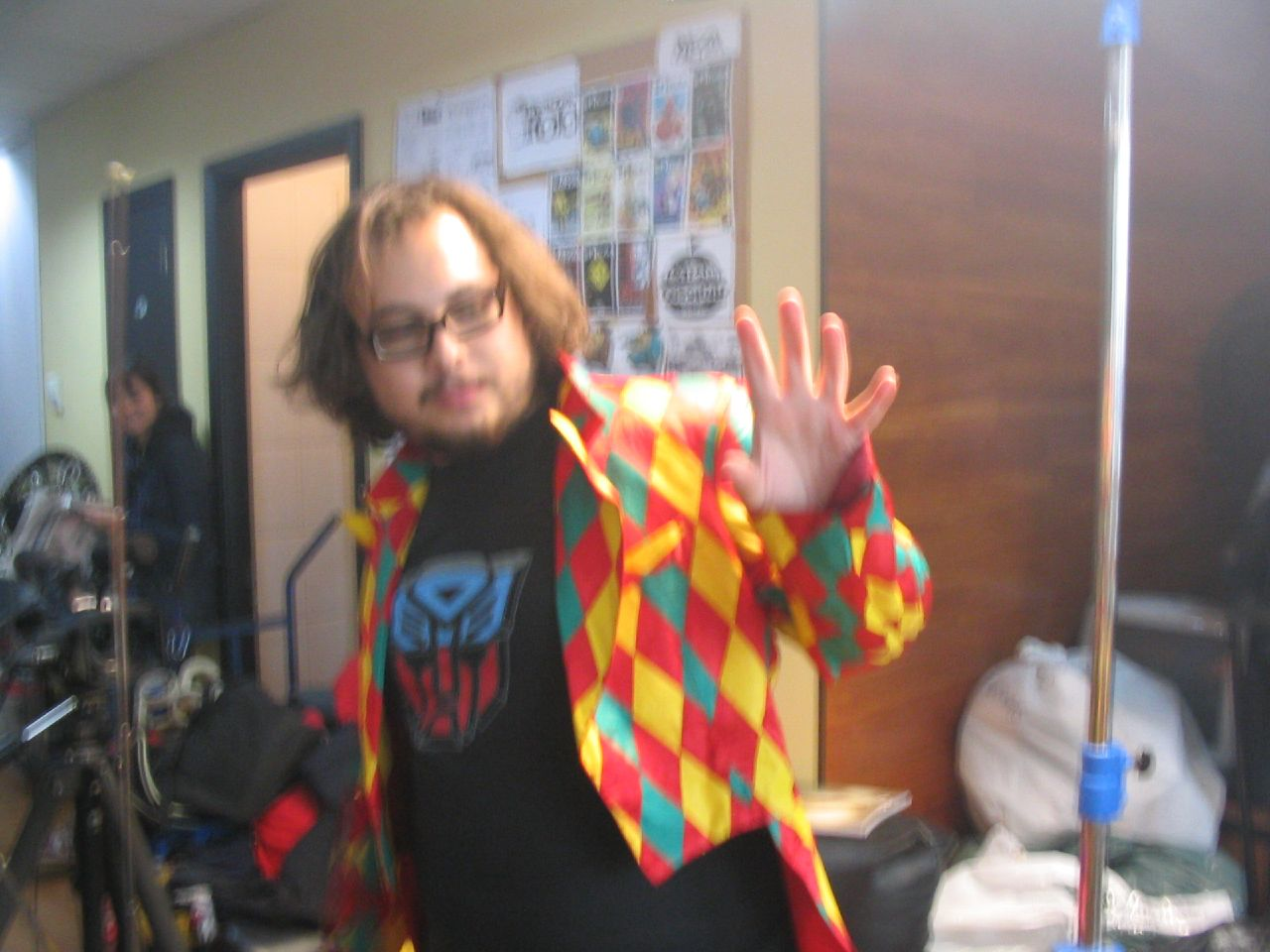
López a la gravació de Piloto MTV, 2003

Va ser triat entre els 100 joves líders de Xile en 2002 i va produir múltiples treballs per a televisió, la majoria emesos per MTV Latinoamérica. Aquest mateix any va presentar el curtmetratge Súper Niño Bully, a més de dirigir, escriure i protagonitzar Piloto MTV (al costat de Eduardo Bertrán), i escriure el guió per als VMALA's de 2003.

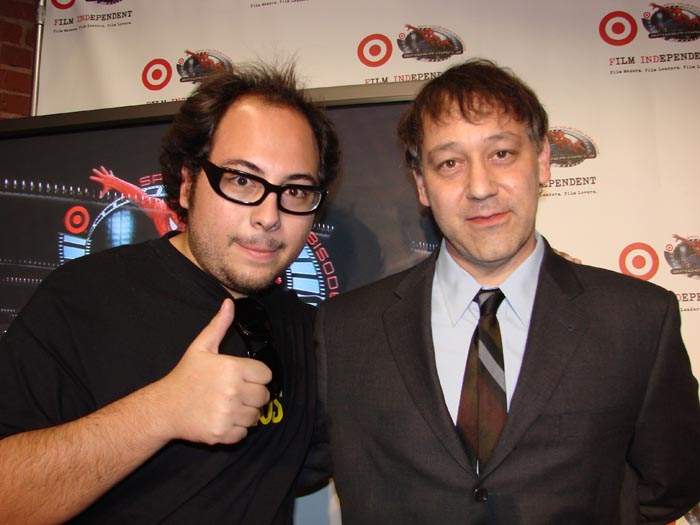
López amb Sam Raimi al Festival de Los Ángeles 2007

El 2004 va estrenar el seu primer llargmetraje, Promedio rojo, que és l'adaptació cinematogràfica de la seva columna en Zona de Contacto. Un èxit de taquilla a Xile i que Quentin Tarantino va qualificar com «la pel·lícula més divertida de l'any»
El 2006 va dirigir Santos, la película, coproducció xilena-espanyola amb un pressupost pròxim als sis milions de dòlars. La cinta va ser protagonitzada per les estrelles espanyoles Elsa Pataky, Javier Gutiérrez, Guillermo Toledo i l'argentí Leonardo Sbaraglia. Alejandro Jodorowsky la va qualificar com «una divertida sàtira». El seu DVD va ser editat al juliol de 2010, mentre està en camí la reedició en format Blu-Ray.
Va ser fitxat per l'actriu Salma Hayek en 2007 per a dirigir un film de ciència-ficció (anomenat temptativament 178), amb un cost aproximat de US$ 15 milions, i que inclouria a coneguts actors de Hollywood; però aquest projecte mai es va concretar.

### TrilogiaQué pena tu...i carrera als Estats Units (2010-2019)
En 2010, Nicolás López va estrenar el seu tercer llargmetratge: Qué pena tu vida, protagonitzat per Ariel Levy i Andrea Velasco. Amb 100.000 espectadors, es va transformar en la pel·lícula xilena més vista aquest any. Posteriorment va llançar dues seqüeles del film: Qué pena tu boda (2011) y Qué pena tu familia (2012).
Dos anys després, en 2012, va dirigir la seva primera pel·lícula en anglès: Aftershock protagonitzada per Eli Roth i coescrita al costat de Guillermo Amoedo. La pel·lícula va debutar en la secció Midnight Madness del Festival Internacional de Cinema de Toronto en 2012 i va ser distribuïda per Dimension Films. En 2015 va col·laborar amb Amoedo en la redacció del guió per a Knock Knock, thriller dirigit per Eli Roth i protagonitzat per Keanu Reeves, estrenat al Festival de Cinema de Sundance.
A principis de 2016 va estrenar amb gran èxit la comèdia Sin filtro, protagonitzada per Paz Bascuñán, que es va convertir en la tercera pel·lícula xilena amb millor debut, i va assolir 1.289.000 espectadors, la segona pel·lícula xilena més vista de la història.Sin filtro ha estat adaptada a diversos països com l'Argentina (ReLoca protagonitzada per (Sin Pepitas en la lengua), Mèxic (Una mujer sin filtro, protagonitzada por Fernanda Castillo), Espanya (Sin rodeos, protagonitzada por Maribel Verdú) i Perú (Recontraloca).
En 2017 coescribió i va dirigir el llargmetratge mexicà Hazlo como hombree, que amb 4 milions d'espectadors va aconseguir ser la cinquena pel·lícula mexicana més vista de la història. A l'any següent va ser coautor i director de la comèdia xilena No estoy loca, que en els seus primers 15 dies va ingressar al top 10 de les pel·lícules xilenes més vistes de la història amb 590.000 espectadors.
En 2019 coescribe i dirigeix la comèdia mexicana Dulce familia, que amb 2.200.000 espectadors es transforma en la cinquena pel·lícula mexicana més vista de l'any. En 2024, Dulce familia debuta a Netflix en el lloc Nº1 de Mèxic i durant dues setmanes roman en el top 10 de les pel·lícules més vistes en aquest país.

## Vida personal
López, que pesava 109 quilos i estava malalt de prediabetis i resistència a la insulina, es va sotmetre en 2014 a una cirurgia bariàtrica amb la qual va aconseguir baixar 32 quilos en 6 mesos i acabar amb els seus problemes de salut.
Va tenir una relació sentimental amb l'actriu Jenny Cavallo.

### Acusacions a revistaSábado
El 30 de juny de 2018, la revista Sábado d’El Mercurio va donar a conèixer un reportatge on vuit actrius, entre elles Lucy Cominetti, María Jesús Vidaurre i Josefina Montané, el denunciaven per assetjament sexual, assetjament laboral i abús. Més d'una dotzena de dones en la indústria del cinema van reportar posteriorment experiències similars amb López, qui va respondre declarant que «no soc un assetjador ni un abusador».
Pocs mesos abans que es publiquessin les acusacions, López va començar a treballar en un film sobre el moviment #MeToo des de la perspectiva dels homes. No obstant això, en 2018 el director de cinema es va assabentar de la recerca de la revista Sábado, i va contractar l'agència de comunicació Imaginacción —pertanyent a Enrique Correa Ríos— per a resguardar la seva imatge a través dels mitjans de comunicació massiva. En el mateix reportatge expliquen com dies després que es coneguessin les acusacions d'assetjament contra Abreu, Miguel Asensio —marit de Paz Bascuñán, soci, productor i mà dreta de López— hauria anomenat a una de les afectades per a oferir-li treball en una coproducció amb Netflix per a evitar una possible denúncia pública.
L'endemà que es publiquessin les acusacions, López va renunciar a Sobras i pocs dies després va acordar amb Asensio el tancament de la productora. L'advocada Paula Vial, una reconeguda feminista, va assumir la seva defensa. El 28 de juliol de 2018 la revista Sábado va publicar un nou reportatge on s'assenyalen altres tres denúncies d'assetjament i abús sexual per part de Nicolás López. Entre les denúncies existeix una sobre fets ocorreguts en 2004, quan la denunciant era menor d'edat.
La recerca per delictes d'abús sexual, violació i ofenses al pudor contra López va ser formalitzada el 23 d'abril de 2019 davant el 8° Jutjat de Garantia de Santiago, que va decretar les mesures cautelars de signatura mensual, prohibició d'acostar-se a les víctimes i arrelament nacional, però que va rebutjar la presó preventiva sol·licitada per la Fiscalia, en decisió confirmada per la Cort d'Apel·lacions de Santiago. Aquest mateix any la Fiscalia Orient de Santiago va demanar 10 anys i un dia pel delicte de violació reiterada i cinc anys i un dia per l'acusació d'abús sexual.
El judici oral estava fixat en una primera instància per al 22 de desembre de 2020 i va ser postergat en dues ocasions pel Tribunal Oral en el Penal de Viña del Mar. Finalment el judici oral va començar el 14 de març de 2022, i el 26 d'abril va ser declarat culpable de dos delictes d'abús sexual consumat, sent alhora absolt dels delictes de violació i ultratge als bons costums. La sentència va ser lliurada el 16 de maig, en la qual López va ser condemnat a cinc anys i un dia de presó.
La seva defensa va interposar un recurs de nul·litat en contra de la sentència, el que va ser acollit parcialment per la Cort Suprema al febrer de 2023. Si bé es va mantenir el veredicte, que el va condemnar com a autor de dos delictes d'abús sexual, va modificar les penes a tres anys i un dia de presidi menor en el seu grau màxim, cadascuna; amb això, es van substituir les penes privatives de llibertat per les de llibertat vigilada intensiva.

## Filmografia

### Director
Curtmetratges
- Pajero (1998)
- Superhéroes (1999)
- Florofilia (2000)
- Promedio rojo, el piloto de tv rechazado (2001).
- Súper niño bully (2007)

Llargmetratges
- Promedio rojo (2004)
- Santos, la película (2007)
- Qué pena tu vida (2010)
- Qué pena tu boda (2011)
- Qué pena tu familia (2012)
- Aftershock (2013)
- Mis peores amigos (2013)
- Sin filtro (2016)
- Hazlo como hombre (2017)
- No estoy loca (2018)
- Dulce familia (2019)

### Guionista
- Pajero (1999)
- Superhéroes (1999), amb Esteban Rojas
- Florofilia (1999), amb Esteban Rojas, Alfredo Sepúlveda i Francisco Ortega
- Cesante (2003)
- Promedio rojo (2004)
- Piloto MTV (2004), amb Eduardo Bertrán
- Super Niño Bully (2007), amb Fabrizio Copano
- Santos, la película (2007)
- Qué pena tu vida (2010)
- Qué pena tu boda (2011)
- Qué pena tu familia (2012)
- Sin filtro (2016), amb Diego Ayala
- Hazlo como hombre (2018), amb Guillermo Amoedo
- Una mujer sin filtro (2018), amb Diego Ayala
- Reloca (2018), amb Diego Ayala
- No estoy loca (2018), amb Guillermo Amoedo
- Dulce familia (2019), amb Guillermo Amoedo

### Productor
- Pajero (1999)
- Superhéroes (1999)
- Florofilia (2000)
- Ángel negro (2000), productor associat.
- Promedio rojo (2004), productor executiu.
- Normal con Alas (2007), productor
- Santos, la película (2007), coproductor.
- Knock Knock (2014), productor.

### Actor
- Piloto MTV (2004), protagonista dels cinc capítols de la primera temporada.
- Promedio Rojo (2004), cameo al final dels crèdits.
- Se arrienda (2005), cameo a la festa de Gastón.
- Santos (2007), cameo (tallat en muntatge).
- El brindis (2008), cameo.
- Alone (2008), doctor.

## Televisió
- MTV Video Music Awards Latinoamérica (2003)
- Piloto MTV (2004)
- Súper Niño Bully (2007)
- Transantiaguinos (2008)

## Videoclips
- Mujer Robusta - Sinergia, amb Eduardo Bertrán (2002). Foren nominats als VMALA 2002.
- Concurso - Sinergia, amb Eduardo Bertrán (2002)
- Chilerobot - Sinergia, amb Eduardo Bertrán (2003)
- Te Quiero Ver Muerta - Tiro Al Aire, amb Eduardo Bertrán
- Traigo El Aguante - Santo Barrio, amb Eduardo Bertrán (2002)
- Toma Lo Que Quieras - Claudio Quiñones, amb Eduardo Bertrán

## Participació a festivals

### Nominació
- 2017: Nominat Hazlo como hombre “Millor Pel·lícula” Premis Canacine Mèxic
- Tokyo Grand Prix 2004, per Promedio Rojo.
- Festival Internacional de Cinema de Mar del Plata
- Festival de Cinema de Sitges
- SXSW Film Festival
- Los Angeles Film Festival

### Premis
- 2013: Festival de cinema de Santiago SANFIC 2013: Premi CorpArtes “Generación de Audiencias”[35]
- Festival Internacional de Cinema de Viña del Mar 2005, Premi del Jurat, per Promedio Rojo.
- Premi APES 2004, Director revelació.
- Rock & Pop "Aguards" 2005, Millor pel·lícula xilena.